# 国际电影资料馆联合会
国际电影资料馆联合会，或國際電影資料館聯盟（法語：Fédération internationale des archives du film, FIAF）于1938年在法国巴黎成立，由法國電影園、柏林帝国电影学院、英國電影協會和纽约市现代艺术博物馆共同创立。
FIAF致力于保护和获取世界电影遗产，它汇集了这一领域的世界领先的非营利机构。其附属机构致力于抢救、收藏、保存、放映和推广电影，这些影片既被视为艺术和文化作品，也被视为历史文献。
截至2021年4月，它由79个国家的171个机构组成，反映了电影遗产已在很大程度上成为世界关注的焦点。

## 使命
- 维护电影保存道德规范和电影档案工作所有领域的实践标准
- 促进在缺乏移动图像档案的国家建立移动图像档案
- 寻求改善电影档案进行工作的法律环境
- 促进电影文化，促进国家和国际两级的历史研究
- 促进保存和其他档案技术方面的培训和专门知识
- 确保从收藏品中永久获得供广大社会学习和研究的材料
- 鼓励收集和保存与电影有关的文件和资料
- 发展成员间的合作，并确保电影和文件的国际供应

## 会员
FIAF的会员是积极参与这些活动并充分致力于实现上述使命的档案馆。现有成员大部分为非营利机构，包括政府档案馆、独立基金会和信托、自成一体的电影院、博物馆或大学部门。
FIAF的协会是支持联合会目标的非营利性机构，本身并不参与电影保护。FIAF还有将移动图像博物馆、视频博物馆、文档中心等机构加入进来。

## 活动
FIAF的很多工作都采取成员之间在互利或感兴趣的项目上积极合作的形式，例如，认真修复某部影片，或汇编国家或国际电影摄影。更明显的活动包括年度大会、出版物和各专门委员会的工作。
FIAF年会每年在不同的国家举行会议。大会将联合会的正式业务与关于电影档案工作的技术或法律方面以及电影历史和文化方面的专题讨论会和讲习班相结合。
专业委员会委员会是附属档案馆的个别专家小组，他们定期开会，执行促进和协助制定和维持理论和实践标准的工作方案。FIAF的三个委员会是编目和文件委员会、技术委员会以及编制和获取收款委员会。

## 出版物
FIAF每年出版两次《电影保护杂志》。一个特别办公室编制和出版国际电影期刊索引和FIAF国际电影存档数据库。出版物还包括成员出版物的年度书目、专题讨论会或讲习班的议事记录、调查和报告的结果、专家委员会编写的手册和讨论文件以及其他FIAF项目的结果。
- 《电影保存杂志 （页面存档备份，存于）》
- 电影期刊国际索引 （页面存档备份，存于）
- FIAF数据库 （页面存档备份，存于）
- 《FIAF公告在线 （页面存档备份，存于）》

## 与国际组织的关系
FIAF密切参与了1980年在贝尔格莱德核准的联合国教科文组织《保护和保存移动图像建议》的筹备工作。为了实现《建议》的目标，联合会促进在开发档案和旧档案之间进行接触，以确保经验得到传递。联合会是音像档案协会协调理事会的成员。

## 教育
档案馆工作人员可以在FIAF暑期学校和技术专题讨论会上进行培训，这些研讨会已在各国举行了几次。他们的目的是向参与者介绍保存、编目、文件甚至管理的必要技能。

## FIAF奖
FIAF 奖旨在奖励给一位在 FIAF 档案馆界外的个人，该人士在电影领域的经验突出了联合会的宗旨和目标。
FIAF 奖于 2001 年创建，历史上曾颁发给以下人士：
- 马丁·斯科塞斯 (2001)
- 曼諾·迪·奧利維拉 (2002)
- 英格玛·伯格曼 (2003)
- 杰拉尔丁·卓别林 (2004)
- 迈克·利 (2005)
- 侯孝贤 (2006)
- 彼得·博格达诺维奇 (2007)
- 纳尔逊·佩雷拉·多斯桑托斯 (2008)
- 潘禮德 (2009)
- 利夫·乌尔曼 (2010)
- 香川京子 (2011)
- 阿涅斯·瓦尔达 (2013)
- 杨·斯凡克梅耶 (2014)
- 耶尔万特·贾尼基安 和 安吉拉·里奇·卢奇 (2015)
- 达顿兄弟 (2016)
- 克里斯托弗·诺兰 (2017)
- 阿比查邦·魏拉希沙可 (2018)
- 让·吕克·戈达尔 (2019)
- 华特·萨勒斯 (2020)
- 阿米塔布·巴强 (2021)
- 泰達·史雲頓 (2022)